# Heer (priester)
Het woord heer is een verouderde benaming voor een rooms-katholieke priester.
Tot enige decennia geleden was het gebruik om het woord 'heer' te gebruiken bij een priester in een familierelatie , zoals heeroom, heerneef of heerbroer.
Het woord heer komt ook voor bij religieuze ordes. Bij de meeste ordes is pater de aanspreekvorm voor een priester, maar bij de orde van norbertijnen in Heeswijk is dit 'heer', en meer specifiek worden ze ook witheren genoemd, vanwege de kleur van hun habijt.
Ook werd deze titel meegenomen in de naamgeving; als een priester een buitenechtelijk kind had verwekt, en dat kind gebruikte een patroniem achter zijn voornaam, dan werd het woord heer daarin meegenomen. Wanneer, hypothetisch, heer Jan Verhaegen een buitenechtelijke zoon Peter had verwekt, dan werd die zoon aangesproken als Peter heer Jan Verhaegen